# Heinrich-Brüning-Straße 16 (Bonn)

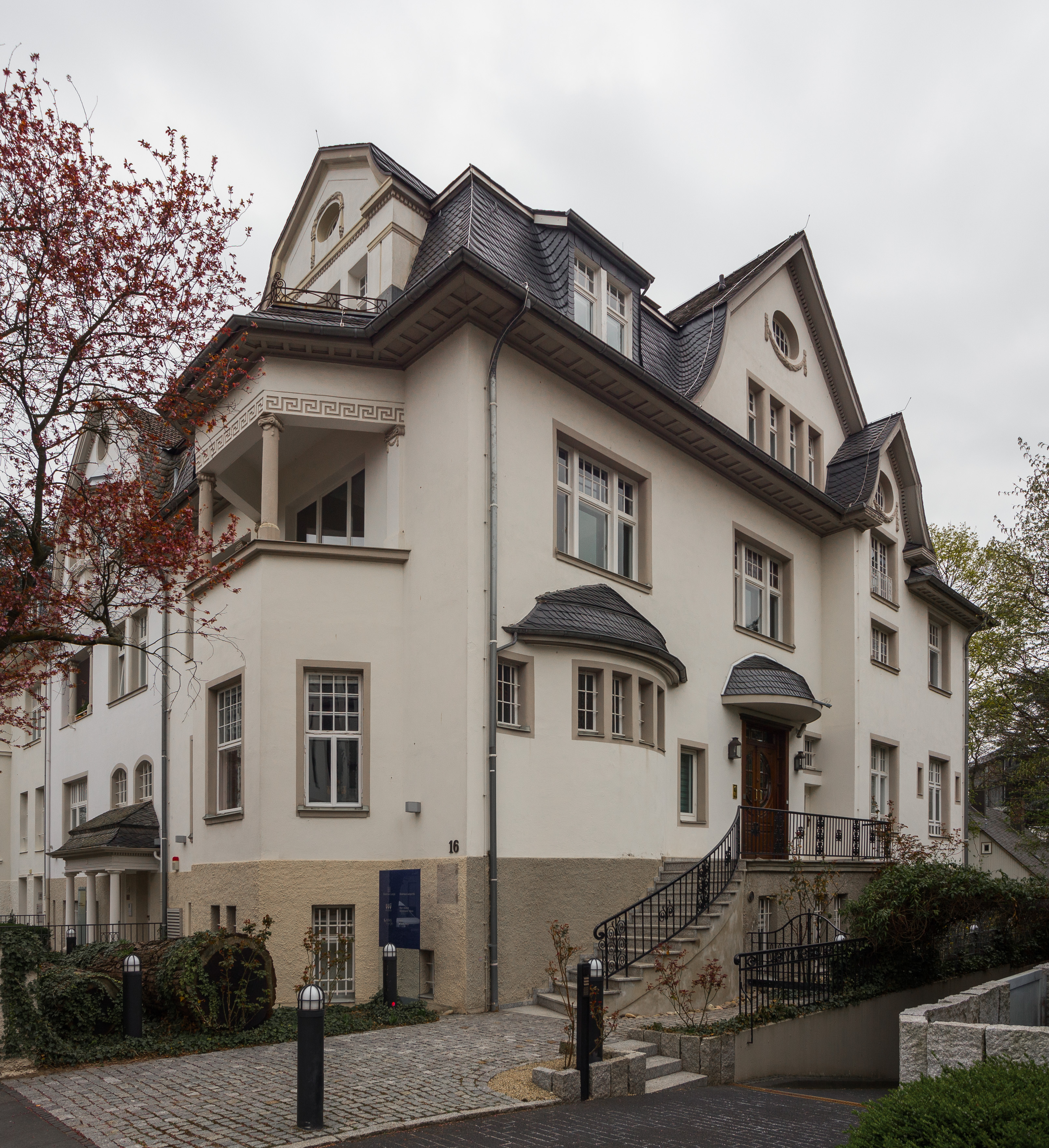
Villa Heinrich-Brüning-Straße 16 (2013)

Das Haus Heinrich-Brüning-Straße 16 ist eine Villa im Bonner Ortsteil Gronau, die 1909 errichtet wurde und heute als Bürogebäude dient. Sie bildet den rechten Abschluss der dreiteiligen Villengruppe Heinrich-Brüning-Straße 16–20, die im Zentrum des Bundesviertels liegt. Die Villa steht als Baudenkmal unter Denkmalschutz.

## Geschichte
Die Villa wurde als Teil einer Villengruppe erbaut, die wie einige Gebäude in der damaligen „Villenkolonie Gronau“ am südlichen Bonner Stadtrand nach einem Entwurf des Bonner Architekten und Regierungsbaumeisters Julius Rolffs (1868–1946) für den Bauherrn Alfred Keller aus Siegburg entstand. Im Zweiten Weltkrieg erlitt die Villengruppe schwere Beschädigungen, auf die 1949 eine Wiederherstellung folgte.
Nachdem Bonn 1949 Regierungssitz der Bundesrepublik Deutschland geworden war, befand sich die Villa inmitten des neuen Parlaments- und Regierungsviertels. Seit Fertigstellung des Pressehauses am Ende der Heinrich-Brüning-Straße im neuerrichteten Tulpenfeld-Bürokomplex 1968 lag sie in unmittelbarer Nachbarschaft zum Zentrum der deutschen Hauptstadtpresse. Daher erwarb der Südwestrundfunk (SWR) die Villa und richtete in ihr sein Bonner Studio ein, in dem zuletzt (Stand: 1999) auch Deutschlandfunk, Saarländischer Rundfunk, Hessischer Rundfunk und Radio Bremen beheimatet waren.
Nach der Verlegung des Parlaments- und Regierungssitzes 1999 und dem damit verbundenen Umzug der Hauptstadtmedien nach Berlin beließ der SWR an seinem bisherigen Standort in Bonn vorerst ein Studio. Um 2005 wurde es geschlossen. Heute ist das Haus nach einer umfassenden Renovierung mit einer Bürofläche von 1100 m² wie die gesamte Villengruppe Eigentum des Bonner Unternehmers Marc Asbeck, dem zahlreiche Immobilien im Zentrum des Bundesviertels gehören und dessen Grundbesitzverwaltung in der Villa ihren Sitz hat. Sie ist auch an das Bankhaus Lampe vermietet.